# Psicobloc

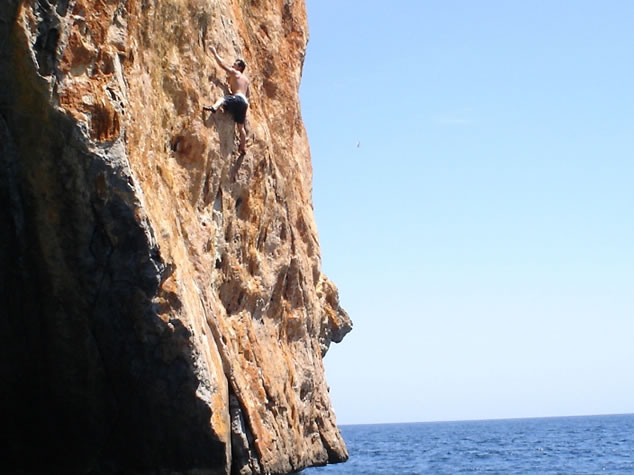
El psicobloc se realiza en paredes sobre el agua, en este caso sobre el mar. El agua ayuda a amortiguar la caída y permite realizar ascensiones de mayor altura que en el tradicional búlder.

El psicobloc ("deep-water soloing" en su versión inglesa) es una de las variantes más novedosas de la escalada deportiva. Concretamente, es una de las derivaciones del bloque o búlder (del inglés boulder). El búlder se caracteriza por escalar paredes de (relativamente) escasa altura, generalmente no más de 5-6 metros, con la única protección de una colchoneta especial conocida con el nombre de crashpad. 
Por su parte, el psicobloc consiste en realizar el mismo tipo de escalada sin cuerda pero sobre el agua (bien sea sobre el mar, un río, un embalse, etc.). Así, se aprovecha el agua para amortiguar la caída, permitiendo además poder realizar bloques de mayor altura (alrededor de los 20 metros) que en el caso del búlder tradicional.
Para llegar hasta la pared se utilizan todo tipo de métodos: barcas hinchables, colchonetas o simplemente se llega nadando. Cuando se produce una caída, el escalador debe intentar caer en el agua de manera vertical para amortiguar mejor la caída.

## Origen
Fue a partir del 78 cuando el psicobloc se empezó a practicar en Mallorca, siendo Miquel Riera uno de sus principales promotores. En Inglaterra en cambio empezó una década más tarde, según lo publicado en internet,(http://www.timeoutdoors.com), de boca del psicobloquer inglés Mike Robertson; El primer psicobloquer británico fue Nick Buckley que a final de los 80s escalo la vía "The Conger" en Swanage's Conner Cove . Pero aunque fuese solo un caso aislado, a partir de los años 90 se empezó a practicar el psicobloc en Inglaterra con asiduidad.
Este tipo de escalada se practica en acantilados, son los de Mallorca los más famosos, así como las Calanques en Marsella, ciertas zonas de Irlanda, Cerdeña, Grecia Dorset y Devon y muchos más.